# Pentafluoreto de antimônio
Pentafluoreto de antimônio é um sal inorgânico de fórmula molecular SbF5.

## Características
É um líquido incolor, de odor penetrante, que em contato com a água reage violentamente liberando gases de fluoreto de hidrogênio. Não é inflamável, mas pode causar fogo quando em contato com combustíveis. Corrói metais e explode quando em ambiente apertado e úmido.

## Procedimentos de Primeiros Socorros
Em caso de acidente com a substância deve-se evitar o contato com o líquido e o vapor, chamar os bombeiros e o manter afastado de pessoas. Parar o vazamento se possível. Isolar e remover o material derramado. Não deve-se usar água ou espuma em fogos adjacentes. Extinguir com pó químico seco ou dióxido de carbono.

## Propriedades físico-químicas
- Pressão de vapor: 213,4 mmHg (a 101,7°C)
- Calor latente de vaporização 44 cal.g–1